# Xã Campbell, Quận Polk, Missouri
Xã Campbell (tiếng Anh: Campbell Township) là một xã thuộc quận Polk, tiểu bang Missouri, Hoa Kỳ. Năm 2010, dân số của xã này là 536 người.